# Thalamoporella novaehollandiae
Thalamoporella novaehollandiae is een mosdiertjessoort uit de familie van de Thalamoporellidae. De wetenschappelijke naam van de soort is voor het eerst geldig gepubliceerd in 1881 door Haswell.